# Chiara Hoenhorst
Chiara Hoenhorst (* 9. Januar 1997 in Albersloh) ist eine deutsche Volleyballspielerin.

## Karriere
Hoenhorst spielte in ihrer Jugend bei der heimischen SG Sendenhorst. Von 2011 bis 2015 spielte sie beim Drittligisten Moerser SC. In dieser Zeit kam sie auch in der deutschen U17-Nationalmannschaft zum Einsatz. 2015 wechselte die Außenangreiferin zum USC Münster und spielte dort mit der zweiten Mannschaft zwei Jahre in der zweiten Bundesliga Nord. Ab 2017 spielte sie im Bundesliga-Team des USC.
Bei der Amokfahrt in Münster am 7. April 2018 erlitt Hoenhorst schwere Kopfverletzungen und musste zwischenzeitlich ins künstliche Koma versetzt werden. Nach der Saison 2018/19 musste sie wegen der Folgen dieser Verletzungen ihre Profi-Karriere beenden. Seitdem spielt sie wieder in der zweiten Mannschaft des USC in der 3. Liga West.